# César Fuentes
César Nicolás Fuentes González (Rancagua, 12 aprile 1993) è un calciatore cileno,  centrocampista del Colo-Colo.

## Carriera
Vinse il campionato cileno nel 2013 con O'Higgins e nel 2016 Universidad Católica.

## Palmarès

### Club

#### Competizioni nazionali
- Campionato cileno: 4

O'Higgins: Apertura 2013
Univ. Católica: Apertura 2016, 2018, 2019
- Copa Chile: 2

Colo-Colo: 2021, 2023
- Supercopa de Chile: 4

O'Higgins: 2014
Universidad Católica: 2016, 2019
Colo-Colo: 2022